# Saul Friedländer
Pour les articles homonymes, voir Friedlander.
Saul Friedländer, né le 11 octobre 1932 à Prague, est un historien israélien spécialiste de la Shoah et du nazisme.

## Biographie
Saul Friedländer est né sous le prénom de Pavel (Paul) d'une famille juive germanophone. Son père, Hans, est né à Berlin le 2 juillet 1900. Il a combattu dans l'armée austro-hongroise pendant la Première Guerre mondiale, est vice-président d'une grande compagnie d'assurance allemande en Tchécoslovaquie. Sa mère, originaire de Rochlitz dans les Sudètes, est la fille d'un ancien instituteur qui a fait fortune dans l'industrie textile.
Il passe ses premières années à Prague. Dans la famille Friedlander tout le monde se sent allemand. La religion est totalement absente de la vie familiale mais sa mère manifeste un certain intérêt pour le sionisme. Quand les Allemands occupent Prague en mars 1939, les parents de Pavel décident de quitter la Tchécoslovaquie mais n'expliquent pas à leur fils qu'ils le font parce qu'ils sont juifs. Pendant la Seconde Guerre mondiale, ses parents le cachent dans un pensionnat catholique à Montluçon, non loin de Vichy, tandis qu'ils espèrent eux-mêmes trouver refuge en Suisse, pays neutre ; mais les douaniers suisses les refoulent, car à ce moment-là (en 1942) la Suisse n'accepte que les réfugiés juifs ayant des enfants en bas âge ou comprenant des femmes enceintes. Renvoyés en France, les parents de Saul Friedlander sont bientôt déportés. Il découvre bien plus tard que les couples avec des enfants de moins de 10 ans pouvaient passer, et que les autres étaient refoulés. Ses parents ne l'avaient pas emmené, pensant que c'était trop dangereux. S'ils l’avaient emmené, tous auraient été sauvés.
Dans l'institution catholique qui le cache, il est, avec l'accord de ses parents, baptisé Paul-Henri ; plus tard, catholique par conviction, il se sent quelque temps une vocation de prêtre. Sans nouvelles de ses parents durant plusieurs années, Saul Friedländer apprend en février 1946 que ses parents disparus pendant la guerre sont morts en déportation. Revenant sur ces événements, il explique que « pour la première fois, je me sentais juif ». En 1947, il entre en première comme interne au lycée Henri-IV.
Il est à la fois sympathisant communiste et militant sioniste dans les Habonim, puis dans le Betar, un mouvement lié à l'Irgoun de Begin. Après la proclamation de l'État d'Israël, il décide d'y émigrer. Quand il arrive en Israël, en juin 1948 sur le bateau Altalena, on lui demande s'il a un prénom hébreu. Comme il sait, grâce à son éducation catholique, que Saul, sur le chemin de Damas, était devenu Paul, il choisit Saul comme prénom.
Saul Friedländer refoule son histoire jusque dans les années 1960. À cette époque, il découvre un document attestant que le pape, en décembre 1941, avait demandé à l'Opéra de Berlin de venir jouer des extraits de Parsifal dans ses appartements du Vatican[réf. souhaitée]. Le choc de cette découverte lui fait revoir son passé.
Il obtient en 1963 un doctorat en sciences politiques de l'Institut universitaire des hautes études internationales. 
Dès les années 1980, prenant conscience des injustices infligées aux Palestiniens par Israël, il devient un militant de la cause pacifiste , déplore l'instrumentalisation de la Shoah par la droite israélienne dans le contexte su conflit israélo-palestinien, et soutient depuis lors le mouvement La Paix maintenant. Il est professeur d'histoire à l'université de Californie à Los Angeles (UCLA) et à l'université de Tel Aviv.

## Thèmes de recherche

### Pie XII
Il est connu comme l'un des premiers historiens (avec Léon Poliakov puis Guenter Lewy) à avoir critiqué le pape Pie XII pour son attitude face au nazisme et au sort des Juifs ; ses travaux ont suscité l'intérêt du Vatican qui a, dès lors, cherché à réfuter les travaux des deux historiens, notamment en mettant à la disposition de la recherche historique, certains documents conservés dans ses archives secrètes afin que soit présentée une vision plus complète de la figure du pape. Saul Friedländer reconnaît néanmoins que Pie XII ne fut pas antisémite.

### Kurt Gerstein
Bien qu'intentionnaliste à la base, Friedländer a conclu de ses recherches qu'Hitler n'avait pas de plan prédéterminé pour exterminer les Juifs avant 1941. Son seul ouvrage biographique suit les efforts d'un Allemand, Kurt Gerstein, qui avait décidé de rejoindre les rangs SS dans le but d'empêcher ou au moins d'avertir le monde de ce qui se tramait sous le nom de code « Solution finale » (Endlösung der Judenfrage) ; les appels de Gerstein ne furent pas entendus et ses actions étaient parfois ambiguës. À la fin de la guerre, Gerstein fut emprisonné par les Français et se suicida. Friedländer a disséqué la position de Gerstein qui fut condamné pour avoir tenté d'agir en opposition à la majorité des « bons Allemands » qui sont restés passifs en attendant la fin de la guerre et de la Shoah. Plus récemment, Friedländer s'est intéressé à la perception de la Shoah et du nazisme que les générations suivantes se construisent en Occident, à travers les travaux des historiens et la mémoire collective.

### Récompenses
Le 14 octobre 2007, Saul Friedländer a reçu à Francfort le prix de la paix des libraires allemands 2007, en présence du président allemand Horst Köhler. « Il est clair pour moi que ce prix m'est accordé en grande partie en raison de la thématique de mon travail. C'est pourquoi j'accepte avec une grande humilité cet honneur, dont la signification va bien au-delà de toute prestation individuelle », a-t-il déclaré. Le jury de ce prix a voulu saluer « le conteur épique de l'histoire de la Shoah, de la persécution et de la destruction des Juifs à l'époque de la terreur nazie en Europe ».
Pour The Years of Extermination: Nazi Germany and the Jews, 1939-1945, second volume d'une étude de l'Allemagne nazie, Friedländer a reçu le prix Pulitzer de l'essai. Dans L'Allemagne nazie et les Juifs, qui lui a demandé 16 ans de travail, Saul Friedländer s'efforce d'écrire une histoire globale, où s’entremêlent le mécanisme des bourreaux et la vision des vaincus. Ceci permet à l'historien de se rendre compte que, si les élites savaient ce qui se tramait, les victimes refusaient de comprendre : « Il y a un déni psychologique évident, une incrédulité. L'horreur est là, mais elles continuent de faire des projets, ce qui permet d'expliquer la fameuse « passivité ». »
Le 13 septembre 2021, le Prix Balzan pour les études sur la shoah et le génocide lui a été attribué  «Pour l’impact unique qu’il a eu sur le développement des Etudes sur la Shoah. Pour son œuvre maîtresse, l’histoire intégrée de la persécution et de l’extermination des Juifs européens. Pour avoir construit un récit historique qui exprime l’indicible, alliant une analyse hautement spécialisée aux voix dérangeantes des victimes, des persécuteurs et des spectateurs» (motivation du Comité général des Prix Balzan).

## Publications
- Hitler et les États-Unis, Genève, Paris, éd. Droz, 1963.
- Pie XII et le Troisième Reich, Paris, éd. du Seuil, 1964 (postface d'Alfred Grosser) ; rééd. , augmenté d'une postface (Pie XII et l’Holocauste : Uun réexamen), 2010  (ISBN 2021002659).
- Kurt Gerstein ou l'Ambiguïté du bien, Paris, Casterman, 1967.
- Réflexions sur l'avenir d'Israël, Paris, éd. du Seuil, 1969.
- L'Antisémitisme nazi : Histoire d'une psychose collective, Paris, éd. du Seuil, 1971.
- Histoire et Psychanalyse, Paris, éd. du Seuil, 1975.
- Quand vient le souvenir, Paris, éd. du Seuil, 1978,  (ISBN 2020049627).
- Reflets du nazisme, Paris, éd. du Seuil, 1982.
- Visions of Apocalypse: End or Rebirth ?, Londres-New York, Holmes et Meier, 1985.
- Probing the Limits of Representation: Nazism and the Final Solution, Cambridge-Londres, Harvard University Press, 1992 (direction).
- L'Allemagne nazie et les Juifs. Tome 1, les Années de persécution, 1933-1939, Paris, éd. du Seuil, 1997 ; rééd. 2008  (ISBN 978-2020970280) ; rééd. coll. « Points Histoire », 2012  (ISBN 2757826298).
- L'Allemagne nazie et les Juifs. Tome 2, les années d'extermination, 1939-1945, Paris, éd. du Seuil, 2008  (ISBN 2020970287) (traduits de l'anglais); rééd. coll. « Points histoire », 2012  (ISBN 2757826301).
- Les Juifs et le XXe siècle : Dictionnaire critique, Paris, Calmann-Lévy, 2000  (ISBN 2702128890), (avec Élie Barnavi).
- Franz Kafka : poète de la honte, Paris, éd. du Seuil, 2014.
- Où mène le souvenir. Ma vie, Seuil, 2016, 352 pages.
- Réflexions sur le nazisme. Entretiens avec Stéphane Bou, Seuil, 2016, 222 pages.
- À la recherche de Proust, Seuil, 2021, 184 pages.
- Israël, De la crise à la tragédie. Journal de l'année 2023, Grasset, 2024, 384 pages  (ISBN 978-2246838104).